# Milano nera
Pour plus de détails, voir Fiche technique et Distribution.
Milano nera est un film italien réalisé par Gian Andrea Rocco et sorti en 1963.

## Synopsis
Un groupe de jeunes gens s'amuse dans la ville de Milan. Un événement tragique, la mort du petit frère de l'un d'entre eux, conclut le film.

## Fiche technique
Sauf indication contraire, les informations mentionnées dans cette section peuvent être confirmées par la base de données cinématographiques IMDb,  présente dans la section « Liens externes ».
- Titre original italien : Milano nera[1]
- Réalisation : Gian Andrea Rocco
- Scénario : Pino Serpi, Pier Paolo Pasolini, Gian Andrea Rocco
- Photographie : Riccardo Pierucci, Adriano Bernacchi
- Musique : Giovanni Fusco
- Décors : Mario Guerrini
- Société de production : Mediolanum Film
- Pays de production :  Italie
- Langue originale : italien
- Format : Noir et blanc - 2,35:1 - 35 mm
- Durée : 102 minutes (1 h 42[1])
- Genre : Drame
- Dates de sortie :
  - Italie : 1963

## Distribution
- Libero Cipriani
- Giuseppe Fallica
- Bruno Madrigrano
- Adriano Fossati
- Umberto Rocco
- Massimo Carapellese
- Sonia Gessner
- Alessandro Quasimodo (it)
- Manfred Freyberger

## Production
Le scénario original (également connu sous les titres alternatifs La rovina della società, Polenta e sangue et La nebbiosa - sous ce dernier titre il a été publié par l'éditeur Il Saggiatore (it)) de Pier Paolo Pasolini a été complètement remanié par les réalisateurs et le producteur Renzo Tresoldi, sur la commande duquel il avait été écrit.
Entièrement filmé à Milan, on peut voir le gratte-ciel Pirelli, la tour Galfa et le dôme de Milan, et les douze dernières minutes du film sont tournées à l'extérieur et à l'intérieur du stade San Siro. C'est là que l'enfant est renversé par une voiture devant le portail.

### Musique
Dans le film, on retrouve la chanson Perché non piango più de Nico Fidenco et Giovanni Fusco.

## Exploitation
Le film a circulé dans les salles de cinéma pendant quelques jours en 1963, deux ans après son tournage, en seulement 25 copies et assorti d'une interdiction aux moins de 18 ans. Il était considéré comme « une rareté, redécouverte seulement beaucoup plus tard par les cinéphiles ». À la fin des années 1990, une version coupée est diffusée à la télévision afin de contourner l'interdiction de la censure ; cette même version sortira en DVD en Italie au début des années 2000.